# Remberti-Schule

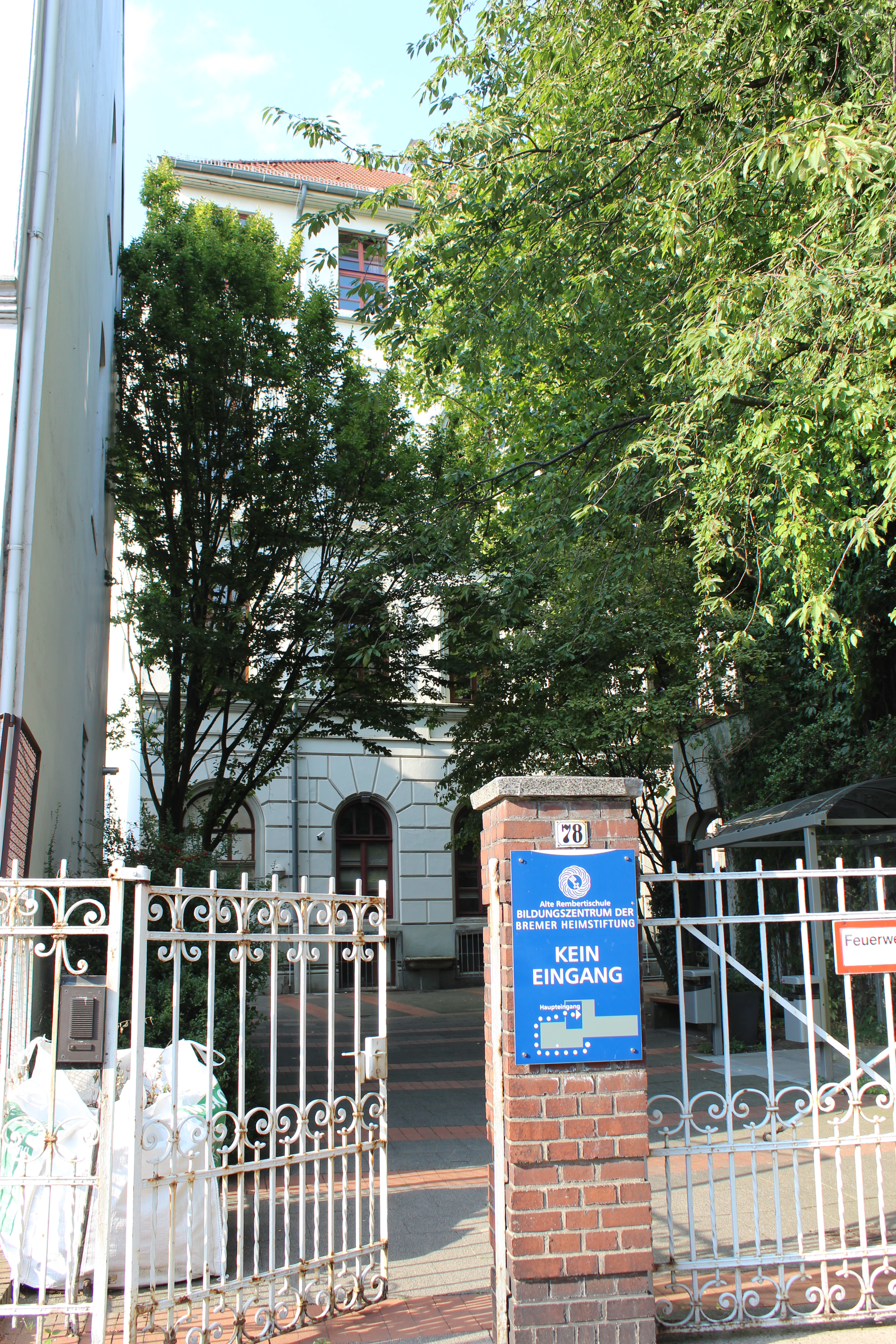
Remberti-Schule

Die Remberti-Schule war eine 1596 gegründete und bis 1970 bestehende Schule der St. Remberti-Gemeinde in Bremen.
Das Gebäude von 1852 steht seit 1976 unter Bremer Denkmalschutz.

## Geschichte
Die Schule wurde im Zusammenhang mit dem Wiederaufbau der Remberti-Kirche und der Umwandlung der Stiftskirche in ein eigenes Kirchspiel gegründet. Die Kirche war zuvor im Rahmen des Schmalkaldischen Krieges abgerissen worden, um eventuellen Belagerern im Vorfeld der bremischen Befestigungsanlagen keinen Schutz zu bieten. Der erste Standort befand sich in zwei Wohnungen in einem Gebäude am Rembertikirchhof. Die Schule war mit einer Schulmeisterschule ausgestattet, zu dessen Unterhalt ihr die Einkünfte einer eigenen Präbende zugewiesen wurde. Das Gehalt des Lehrers, nebst Unterkunft und Verpflegung, betrug zunächst 20 Mark und 6 Groten pro Jahr und wurde später mit 60 Reichstalern angesetzt. Daneben war ein Ruhegehalt beziehungsweise eine Witwenpension von 15 Talern vorgesehen. Das Schulgeld war mit 24 Groten angesetzt, Kinder ärmerer Eltern waren vom Schulgeld befreit.
Nach dem Reichsdeputationshauptschluss waren die zum ehemaligen Bistum Bremen gehörenden Gebiete zurück an Bremen gefallen, dabei auch Teile der Rembertigemeinde. Das Bistum war im Gegensatz zu Bremen nicht reformiert, sondern lutherisch. Um liberalen Tendenzen unter den reformierten Pastoren der Remberti-Gemeinde entgegenzuwirken, wurde die Kirche als religiöse Einrichtung vom Stiftsvermögen mit der Schule verwaltungsmäßig getrennt. Das Stiftsvermögen wurde lutherischer Verwaltung unterstellt. Zum Schulverwalter wurde der lutherische Pädagoge Grelle ernannt. Unter dem liberal-reformierten Pastor Bekenn (Pastor 1805–1834) und dem lutherischen Grelle machte sich die Remberti-Schule erheblich um das bremische Schulwesen verdient. So wurde 1810 ein Seminar für Volkslehrer an der Schule gegründet. 1841 wurden Stift und Kirche nun auf Antrag der Gemeinde endgültig getrennt, Schule, Lehrerwohnung und Kirchengebäude wurden dabei der Gemeinde übertragen.
1852 wurde das letzte Gebäude der Schule im Stile des Klassizismus am Fedelhören Nr. 78 errichtet.
Im Juni 1970 wurde die Schule aufgelöst. Das Gebäude der Schule wurde in den 1970er-Jahren noch von dem des gymnasialen Zweiges des Schulzentrums am Ellener Feld und ab dem August 1970 durch die heutige Alexander-von-Humboldt-Schule genutzt und später an das Goethe-Institut übergeben. 2009 wurde das Gebäude zum Ausbildungszentrum für Schüler der Berufsbilder Altenpflege und Physiotherapie der Bremer Heimstiftung umgebaut.